# Feuerbach (Neckar)
Der Feuerbach ist ein Bach im Norden und Westen der baden-württembergischen Landeshauptstadt Stuttgart. Mit einer Länge von etwa über 15 km mit jedem der beiden Oberläufe hat er die längste Fließstrecke aller Bäche innerhalb der baden-württembergischen Landeshauptstadt.

## Geographie

### Verlauf

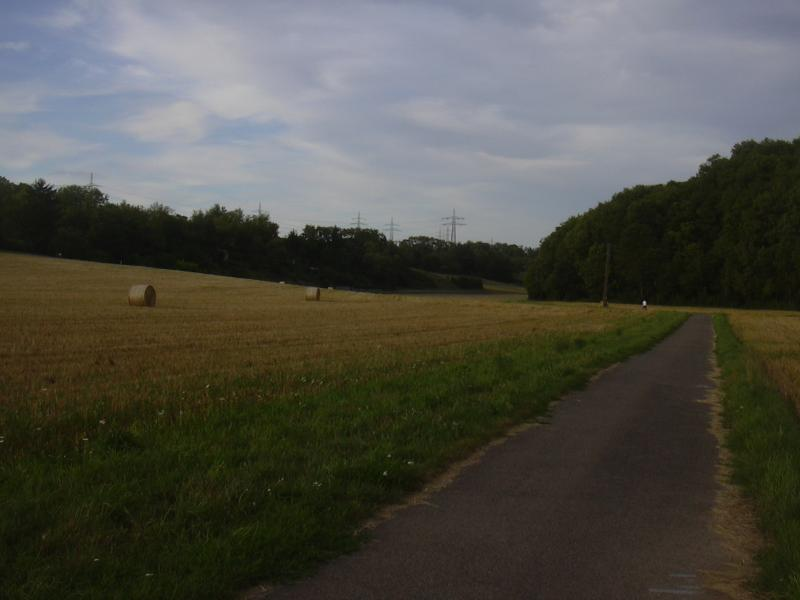
NSG Unteres Feuerbachtal

Der Feuerbach entsteht am Ostrand von Botnang aus dem Zusammenfluss von Metzgerbach und Sommerhaldenbach, die zusammen mit dem ersten Zufluss Knaupenbach die Wasser der Täler rund um Botnang sammeln. Als Hauptstrang-Oberlauf gilt, trotz größerer Länge und größeren Einzugsgebietes des den Siedlungsbereich Botnangs weithin verdolt durchfließenden Sommerhaldenbachs, der größtenteils im Wald laufende Metzgerbach. Vom Zusammenfluss an fließt der Feuerbach bis wenig vor seiner Mündung nordöstlich. Auf seinen ersten 1,5 Kilometern unterhalb des Knaupenbachs, seinem einzigen naturbelassenen Abschnitt, fließt er durch das Feuerbacher Tal auf den gleichnamigen Stadtteil Feuerbach zu. In diesem Abschnitt fließt er auch durch das Gelände des Waldheims Feuerbachtal. Innerhalb Feuerbachs verläuft der Bach lange Zeit unterirdisch, teilweise verdolt, teilweise in der Kanalisation. Nach einer kurzen Strecke mit offenem Lauf an der Bezirksgrenze zu Zuffenhausen quert er dessen Siedlungsbereich wiederum verdolt. Danach fließt er wieder offen, meist jedoch in kanalisiertem Bett, durch die Stadtteile Rot und Zazenhausen, danach macht der Bach eine langsame Kehre nach Südosten und fließt bis Mühlhausen offen. Im Bereich des Mühlhausener Rathauses wird er wieder verdolt und danach unterirdisch dem Neckar zugeleitet.

### Einzugsgebiet

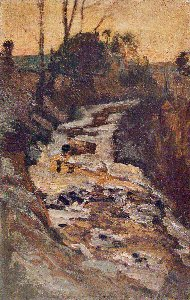
Otto Reiniger (1863–1909): Feuerbach im Herbst

Der Feuerbach entwässert ein Gebiet von 45 km², das ganz oder größtenteils die Stuttgarter Stadtbezirke Botnang, Feuerbach, Zuffenhausen und Stammheim sowie bedeutende Teile der Bezirke Nord und Mühlhausen und Teile von Korntal und Kornwestheim umfasst. Das Einzugsgebiet wird im Südwesten durch den Nesenbach (im Stuttgarter Talkessel), im Süden und Westen durch die Glems mit ihren Zufluss Lindenbach und Räuschelbach sowie im Norden durch abwärtigen Neckar-Zufluss  Holzbach (am Oberlauf Gänsbach) begrenzt. Weil er dicht an seiner rechten Wasserscheide zum Stuttgarter Talkessel entlangläuft, besitzt er keine merklichen Zuflüsse von dieser Seite. Östlich des Einzugsgebietes gibt es vom Nesenbach bis zur Feuerbachmündung nur kurze Zuflüsse zum nahen Neckar.
Das obere und mittlere Einzugsgebiet bis hinab nach Zuffenhausen liegt naturräumlich gesehen im Unterraum Feuerbachbucht der Stuttgarter Bucht, einem Teil des Keuperberglandes, der untere dagegen in der Gäulandschaft des Neckarbeckens, überwiegend in dessen Unterraum Langes Feld; erst im Mündungsort Mühlhausen tritt der Feuerbach in dessen Unterraum Marbach-Waiblinger Täler beidseits des Neckars über.

### Zuflüsse und Seen
Hierarchische Liste der Zuflüsse und  Seen von der Quelle zur Mündung. Gewässerlänge, Seefläche, Einzugsgebiet und Höhe nach den entsprechenden Layern auf der Onlinekarte der LUBW. Andere Quellen für die Angaben sind vermerkt.
Zusammenfluss des Feuerbachs auf etwa 330 m ü. NHN am Ostrand von Stuttgart-Botnang gegen den südlichen Kräherwald bei der Einmündung der Millöckerstraße in die Regerstraße. Von hier bis zum letzten hier aufgeführten Zufluss Bisichgaben läuft der Feuerbach sehr beständig nach Nordosten.
- Metzgerbach, rechter und südwestlicher amtlicher Hauptstrang-Oberlauf, 2,6 km und 1,6 km². Entsteht auf etwa 450 m ü. NHN südlich von Botnang an einem Waldparkplatz im Metzgerhau und durchfließt die Gallenklinge.
  - (Waldklingenbach aus Richtung des Birkenkopfes), von rechts und Süden auf etwa 360 m ü. NHN am Steigenfuß der Botnanger Zufahrtstraße von der L 1187 herab, 0,5 km und unter 0,3 km².[LUBW 7] Entsteht auf etwa 410 m ü. NHN südöstlich des Wasserwerks.
- Sommerhaldenbach, linker und westlicher amtlicher Nebenstrang-Oberlauf, 2,7 km und 2,4 km². Entsteht auf etwa 470 m ü. NHN westlich vom Botnang im Wald nahe der König-Wilhelm-Eiche.
  - Buberlesbach, von rechts und Südwesten auf etwa 355 m ü. NHN in Botnang verdolt unter der Kauffmannstraße, 1,3 km und ca. 0,6 km².[LUBW 7] Entsteht auf etwa 455 m ü. NHN westsüdwestlich von Botnang im Wald zwischen Winterhalde und Saufangeiche.
    -  Durchfließt auf etwa 385 m ü. NHN den Buberlesweiher kurz vor dem Waldaus- und Siedlungseintritt, 0,2 ha.
    -  Durchfließt auf etwa 360 m ü. NHN einen weiteren Teich kurz vor der Mündung, etwas unter 0,1 ha.
- Knaupenbach, von links und Westsüdwesten auf etwa 314 m ü. NHN nach den letzten Häusern von Botnang, 2,3 km und 1,4 km². Entsteht auf etwa 410 m ü. NHN nordwestlich von Botnang im Wald. Fließt durch das Knaupental und dann an der Siedlungsgrenze Botnangs zum Wald.
- Klingenholzbach, von links und Nordwesten auf 313,5 m ü. NHN[LUBW 8] wenige Meter nach dem vorigen, 1,6 km und ca. 0,9 km².[LUBW 7] Entsteht auf etwa 405 m ü. NHN im Tauschwald nördlich von Botnang und durchfließt das Klinglertal.
- Talwaldbach, von links und Westnordwesten auf knapp 310 m ü. NHN gegenüber einem Gehöft in der waldbegrenzten Talaue, 0,9 km und ca. 0,3 km².[LUBW 7] Entsteht auf etwa 370 m ü. NHN zwischen Heukopf und Talwald.
- (Bach aus der Mähderklinge), von links und Westen auf etwa 300 m ü. NHN am Beginn der Talflurweitung vor Stuttgart.Feuerbach, 1,7 km und 1,3 km². Entsteht auf etwa 390 m ü. NHN am Nordhang des Heukopfs.
  -  Durchfließt auf über 335 m ü. NHN einen Waldteich kurz vor dem folgenden Zufluss, über 0,1 ha.
  - (Bach aus der Winterhaldeklinge), von links und Nordwesten auf etwa 323 m ü. NHN im Wald, 1,7 km und ca. 0,4 km².[LUBW 7] Entspringt auf etwa 385 m ü. NHN an einem Feldweg am Südhang der Hohen Warte.
- Hummelgraben, von links und Nordwesten auf etwa 249 m ü. NHN in der Gewerbezone an der Taläckerstraße von Stuttgart-Zuffenhausen, 0,4 km und ca. 0,5 km².[LUBW 7] Entsteht auf unter 253 m ü. NHN in einem Geländetrog.
- Bisichgraben, vielleicht auch Bisachgraben[LUBW 9], von links und auf etwa 238 m ü. NHN nach Stuttgart-Zazenhausen im beginnenden Naturschutzgebiet Unteres Feuerbachtal mit Hangwäldern und Umgebung, 1,5 km und 8,8 km². Entsteht auf etwa 280 m ü. NHN nahe der Südspitze von Kornwestheim an der Kläranlage am Rand der B 27.
Nach diesem Zufluss schlägt der Feuerbach eine langsame 90°-Rechtskurve.

Mündung des Feuerbachs von links und zuletzt Nordwesten auf 206,8 m ü. NHN in Stuttgart-Mühlhausen in den mittleren Neckar. Der Feuerbach ist ab dem Zusammenfluss seiner beiden Quellbäche 12,7 km, zusammen mit dem rechten Oberlauf Metzgerbach 15,2 km, zusammen mit dem linken Oberlauf Sommerhaldenbach 15,4 km lang und hat ein 45,5 km² großes Einzugsgebiet.

## Schutzgebiete
Zwischen  Zazenhausen und Mühlhausen sind das Feuerbachtal sowie die Hangwälder auf beiden Seiten als Naturschutzgebiet Unteres Feuerbachtal mit Hangwäldern und Umgebung und als Landschaftsschutzgebiet Unteres Feuerbachtal ausgewiesen. Das Naturschutzgebiet mit der Nummer 1.216 ist 47,5 Hektar groß und entstand durch Verordnung des Regierungspräsidiums Stuttgart vom 4. Juli 1996. Das Landschaftsschutzgebiet besteht seit 10. November 1961. Unter der Schutzgebietsnummer 1.11.017 hat das Bürgermeisteramt Stuttgart eine Fläche von 70,6 Hektar unter Schutz gestellt.

## Menschliche Eingriffe

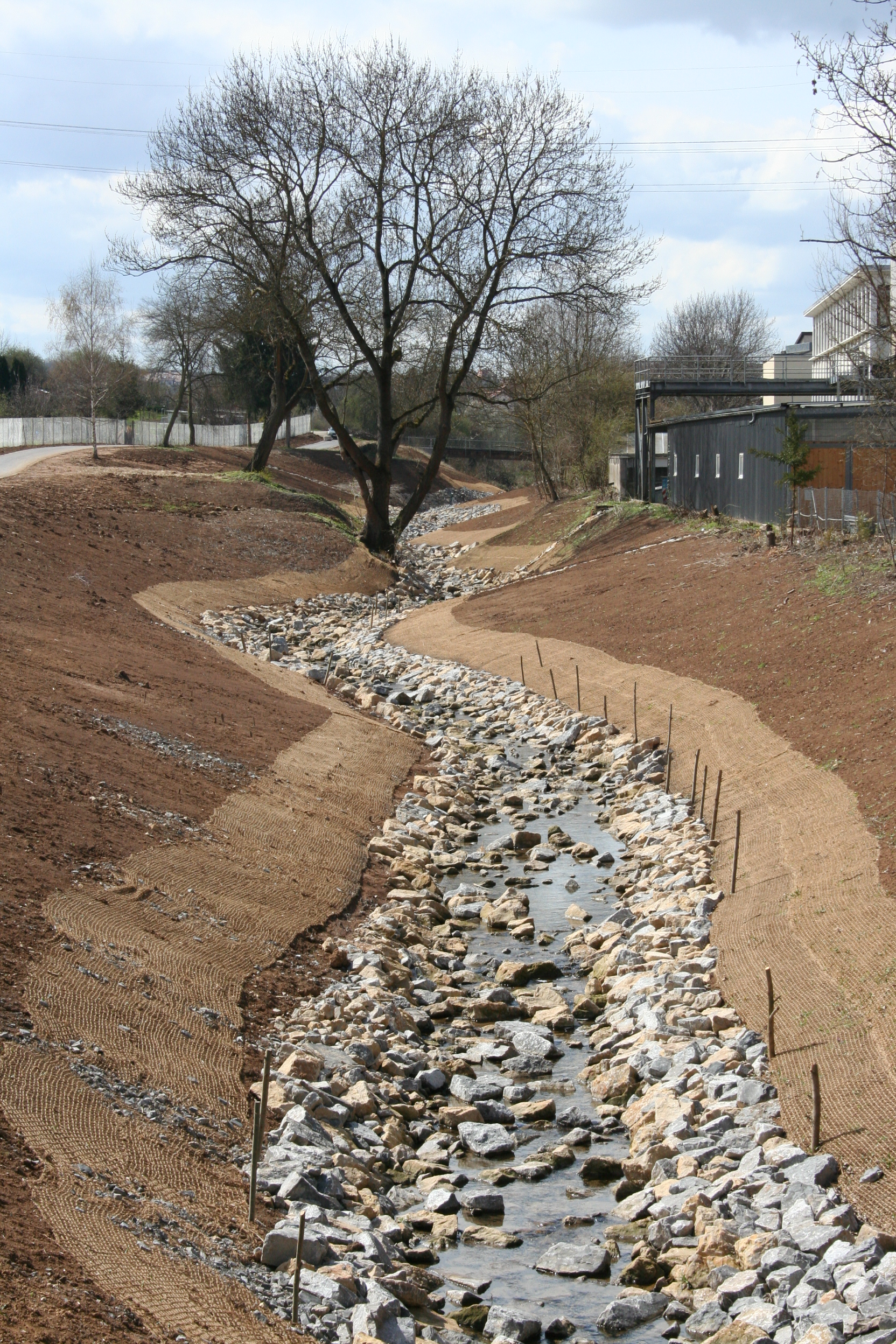
Renaturierung in Stuttgart-Zuffenhausen

In der zweiten Hälfte des 19. Jahrhunderts entwickelten sich Feuerbach und Zuffenhausen, an der Nordbahn gelegen, zu Industrieorten. Die vielen Abwässer verschmutzen den Bach so stark, dass in ihm spätestens 1895 keine Fische mehr lebten. Ab 1900 wurden die Quellen des Metzgerbachs für die Stuttgarter Wasserversorgung genutzt, wodurch sich Wasserführung und Selbstreinigungskraft des Feuerbachs verringerten und sich das Problem der Verschmutzung verschärfte. Mit der Verdolung 1909/10 wurde das Problem nur unter die Erde verbannt. Heute verlaufen 30 % des Bachs unterirdisch, und weitere 30 % sind technisch ausgebaut. Seit Mitte der 1980er Jahre wurden einzelne Abschnitte in Zuffenhausen und Rot renaturiert. Weiterhin jedoch ist der Bach verschmutzt; nach seinem Austritt aus dem unterirdischen Abschnitt in Feuerbach und Zuffenhausen gilt der Wasserlauf als stark verschmutzt (Güteklasse III), selbst im Oberlauf ist er mäßig belastet (Güteklasse II).

### LUBW
Amtliche Online-Gewässerkarte mit passendem Ausschnitt und den hier benutzten Layern: Lauf und Einzugsgebiet des Feuerbachs

Allgemeiner Einstieg ohne Voreinstellungen und Layer: Daten- und Kartendienst der Landesanstalt für Umwelt Baden-Württemberg (LUBW) (Hinweise)
1. 1 2  Höhe nach blauer Beschriftung auf dem Hintergrundlayer Topographische Karte; Stauziel der Neckars unterhalb der Doppelschleuse Hofen.
2. 1 2 3  Länge nach dem Layer Gewässernetz (AWGN).
3. 1 2  Einzugsgebiet aufsummiert aus den Teileinzugsgebieten nach dem Layer Basiseinzugsgebiet (AWGN).
4. ↑  Seefläche nach dem Layer Stehende Gewässer.
5. ↑  Einzugsgebiet nach dem Layer Basiseinzugsgebiet (AWGN).
6. ↑  Höhe nach dem Höhenlinienbild auf dem Hintergrundlayer Topographische Karte.
7. 1 2 3 4 5 6  Einzugsgebiet abgemessen auf dem Hintergrundlayer Topographische Karte.
8. ↑  Höhe nach blauer Beschriftung auf dem Hintergrundlayer Topographische Karte.
9. ↑  Der Name ist laut dem Layer Gewässernetz (AWGN) Bisachgraben, durchfließt aber laut Beschriftung auf dem gewöhnlich onomastisch zuverlässigeren Hintergrundlayer Topographische Karte ein Gewann Bisichgraben.

### Andere Belege
1. ↑  Friedrich Huttenlocher, Hansjörg Dongus: Geographische Landesaufnahme: Die naturräumlichen Einheiten auf Blatt 170 Stuttgart. Bundesanstalt für Landeskunde, Bad Godesberg 1949, überarbeitet 1967. → Online-Karte (PDF; 4,0 MB)